# ぶるぅ☆べりぃ
ぶるぅ☆べりぃは、2005年（平成17年）8月に鈴木まさる（リーダー、まさるさん）と井上かずはる（ハルちゃん）の2人によって結成された、男性デュオ。埼玉県出身。2010年（平成22年）にリーダーのまさるさんが脱退。
現在は、ハルちゃんが様々なアーティストたちとコラボレーションして仲間と共にエンターテインメントを作り上げていく新プロジェクトぶるべり☆ちっぷすを進行中。

本人たちは路上ライブなどのライブを「ライ部」と呼んでいる。

## メンバー
- 井上かずはる（いのうえ かずはる、1980年（昭和55年）3月18日 - ）

ボーカル・ギター・作詞・作曲・MC・埼玉県立富士見高校出身.赤いほっぺと眼鏡がトレードマーク。

### かつて所属していたメンバー
- 鈴木まさる（すずき まさる、1981年（昭和56年）7月10日 - ）　2010年（平成22年）4月脱退

ボーカル・ギター・編曲・シンセサイザープログラミング

## 来歴
- 2005年（平成17年）8月 - ぶるぅ☆べりぃ結成。東武東上線のふじみ野駅を中心に路上ライ部をメインとした活動を開始。
- 2007年（平成19年）5月 -  ジェイコム東上にてCATV向け番組『B☆BChannel』、すまいるエフエムにてラジオ番組『ぶるべり発テンパリナイト☆』『もんきぃ☆ふらいでぇ』スタート。

- 2009年（平成21年）
  - テレビ朝日「THE STREET FIGHTERS」全国投票ランキング全国4位、関東2位を記録。
  - つるせ台小学校愛唱歌を制作。

- 2010年（平成22年）4月
  - 4月 - リーダーが脱退。
  - 6月 - ぶるべり☆ちっぷすをスタート。

## ディスコグラフィー

### シングル
・ぶるべり新聞

・ぶるべりGIFT

```
1.B☆Bチャンネル

2.手紙

3.ループ

4.航海
```

・ぶるべりシアター

```
1.B☆Bチャンネル

2.バイバイ

3.キャラメル

4.ふるさとの空

5.ドッキドッキ
```

・ぶるべり戦隊アントシアニン

```
1.B☆Bチャンネル

2.7月4日

3.GF

4.ふるさとの空 remix
```

・ぶるべり倶楽部

```
1.B☆Bチャンネル

2.卒業歌

3.きゅうり
```

・ぶるべりファクトリー

```
1.B☆Bチャンネル

2.空色パレット

3.宝物
```

・ぶるべりHOME

```
1.B☆Bチャンネル

2.住まいるスマイル

3.街
```

・ぶるべり生活（ライフ）

```
1.B☆Bチャンネル

2.ECOアクション

3.1番
```

・smile color

```
1.オレンジ色

2.涙雨

3.クランベリー remix ver.
```

・smile color2

```
1.チャレンジ

2.↑～TOP of the myself～

3.ダーリン☆ダーリン
```

・ぶるべり物語

```
1.B☆Bチャンネル

2.LOVE&LIFE〜青空のある未来へ〜

3.白い羽根
```

・「B☆Bchannel」番組プレゼント

```
1.ドッキドッキ
```

・メディアッティ東上 B☆Bchannel （未発売）

```
1.ストーリ

2.ドッキドッキ
```

※ 順不同 なるべく発売順にはしたつもりです。

### アルバム
- ぶるべり家族〜天然果汁100％〜
  1. clover
  2. ECOアクション
  3. ストーリー
  4. 宝物
  5. LOVE＆LIFE〜青空のある未来へ〜
  6. けものみち
  7. 街〜MY HOME TOWN〜
  8. ドッキドッキ
  9. B☆Bちゃんねる

- ぶるべり季節〜こんなの作っちゃいました〜
  1. 365日〜春夏秋冬〜
  2. 春色メリーゴーランド
  3. 7月4日
  4. 君
  5. 季節はずれ
  6. 白い羽
  7. B☆Bちゃんねる

- ぶるべりエンスストア〜こちら市役所前店でございます〜
  1. ごあいさつ
  2. 声
  3. ダーリン☆ダーリン
  4. グリーンファイター
  5. 一番
  6. B☆Bちゃんねる

- ぶるべり博物館 〜Welcome to ぶるべり☆ワールド〜
  1. 手紙〜追伸〜
  2. バンビ
  3. 空色パレット
  4. 記念日
  5. トゥルル トゥルル
  6. グリーンファイター
  7. そふとくりぃむ
  8. 晴れのち霙
  9. 卒業歌
  10. じゃんけんぽん
  11. 七色ミスト
  12. B☆Bチャンネル

- B☆Bチャンネルはメンバー2人のトークが入っているトラックである。
- 「ぶるべりエンスストア〜こちら市役所前店でございます〜」はセブン-イレブン富士見市役所前店のみでの販売となった。

## 出演番組

### テレビ
- テレビ朝日系 「The Street Fighters」
- ジェイコム東上（2009年（平成21年）3月までメディアッティ東上） B☆BChannel

### ラジオ
- すまいるエフエム ぶるべり発テンパリナイト☆
- すまいるエフエム もんきぃ☆ふらいでぇ